# Quận Barbour, West Virginia
Quận Barbour là một quận thuộc tiểu bang West Virginia, Hoa Kỳ. Theo điều tra dân số năm 2000 của Cục điều tra dân số Hoa Kỳ, quận có dân số 15.557 người 2. Quận lỵ đóng ở Philippi.6

## Địa lý
Theo Cục điều tra dân số Hoa Kỳ, quận có tổng diện tích km2, trong đó có km2 là diện tích mặt nước.

## Thông tin nhân khẩu
Theo điều tra dân số 2 năm 2000, có 15.557 người, 6.123 hộ gia đình, và 4.365 gia đình sống trong quận hạt. Mật độ dân số là 46 người trên một dặm vuông (18/kmТВ). Có 7.348 đơn vị nhà ở mật độ trung bình của 22 trên một dặm vuông (8/kmТВ). Các trang điểm chủng tộc của quận là 97,36% người da trắng, 0,49% da đen hay Mỹ gốc Phi, 0,71% người Mỹ bản xứ, 0,26% châu Á, Thái Bình Dương 0,02%, 0,12% từ các chủng tộc khác, và 1,03% từ hai hoặc nhiều chủng tộc. 0,47% dân số là người Hispanic hay Latino thuộc một chủng tộc nào.
Có 6.123 hộ, trong đó 30,10% có trẻ em dưới 18 tuổi sống chung với họ, 57,20% là đôi vợ chồng ở với nhau, 10,30% có nữ hộ và không có chồng, và 28,70% là không lập gia đình. 25,10% hộ gia đình được tạo thành từ các cá nhân và 12,60% có người sống một mình 65 tuổi trở lên là ai. Cỡ hộ trung bình là 2,47 và cỡ gia đình trung bình là 2,94.
Trong quận, dân số trải rộng với 23,00% dưới độ tuổi 18, 9,40% 18-24, 26,80% 25-44, 25,20% từ 45 đến 64, và 15,60% từ 65 tuổi trở lên là những người. Độ tuổi trung bình là 39 năm. Đối với mỗi 100 nữ có 96,70 nam giới. Đối với mỗi 100 nữ 18 tuổi trở lên, có 92,00 nam giới.
Thu nhập trung bình cho một hộ gia đình trong quận là 24.729 USD, và thu nhập trung bình của gia đình là USD 29.722. Nam giới có thu nhập trung bình USD 24.861 so với 17.433 USD của phái nữ. Thu nhập bình quân đầu người là 12.440 USD. 22,60% dân số và 18,40% của các gia đình có thu nhập dưới chuẩn nghèo. Trong tổng dân số, 32,00% những người dưới độ tuổi 18 và 16,70% của những người 65 tuổi trở lên đang sống dưới mức nghèo khổ.